# Muirhead
Muirhead je priimek več oseb:
- James Henry Muirhead (1892–1973), britanski general
- John Muirhead (1889–1972), britanski general